# Chung kết UEFA Champions League 2024
Trận chung kết UEFA Champions League 2024 là trận đấu cuối cùng của UEFA Champions League 2023–24, mùa giải thứ 69 của giải bóng đá cấp câu lạc bộ hàng đầu châu Âu do UEFA tổ chức và là mùa giải thứ 32 kể từ khi nó được đổi tên từ cúp C1 châu Âu thành UEFA Champions League. Trận chung kết được diễn ra tại Sân vận động Wembley ở Luân Đôn, Anh vào ngày 1 tháng 6 năm 2024. Do trận chung kết UEFA Champions League 2020 bị hoãn và dời lại, nên đội chủ nhà đã được dời lại một năm, thay vào đó, Luân Đôn tổ chức trận chung kết năm 2024.
Real Madrid của Tây Ban Nha đã giành chiến thắng với tỷ số 2–0 trước câu lạc bộ Đức Borussia Dortmund để giành danh hiệu thứ 15 kéo dài kỷ lục và là danh hiệu thứ sáu sau 11 năm. Họ có quyền thi đấu với đội vô địch UEFA Europa League 2023–24, Atalanta, trong Siêu cúp châu Âu 2024 và thi đấu trong phiên bản đầu tiên của FIFA Club World Cup. Vì Real Madrid đã đủ điều kiện tham dự giải đấu này nhờ chức vô địch UEFA Champions League 2021-2022  nên vị trí này được phân bổ lại thông qua bảng xếp hạng câu lạc bộ của UEFA.

## Các đội bóng
Trong bảng sau đây, các trận chung kết đến năm 1992 thuộc kỷ nguyên Cúp C1 châu Âu, kể từ năm 1993 trở đi thuộc kỷ nguyên UEFA Champions League.
| Đội               | Các lần tham dự trận chung kết trước (in đậm thể hiện năm vô địch)                                        |
| ----------------- | --- |
| Borussia Dortmund | 2 (1997, 2013)                                                                                            |
| Real Madrid       | 17 (1956, 1957, 1958, 1959, 1960, 1962, 1964, 1966, 1981, 1998, 2000, 2002, 2014, 2016, 2017, 2018, 2022) |

### Bối cảnh
Borussia Dortmund có mặt một trận chung kết UEFA Champions League lần thứ ba kể từ trận thua 1–2 trước Bayern Munich năm 2013, cũng được tổ chức tại Sân vận động Wembley. Bên cạnh đó, Dortmund cũng có mặt trong trận chung kết các giải đấu cấp câu lạc bộ châu Âu đầu tiên dưới thời huấn luyện viên Edin Terzić. Ngoài ra, Dortmund đã từng có mặt trong một trận chung kết UEFA Cup Winners' Cup năm 1966 và hai trận chung kết UEFA Cup năm 1993 và 2002.
Real Madrid đã góp mặt trong trận chung kết Cúp C1 châu Âu/UEFA Champions League lần thứ 18 kéo dài kỷ lục và là trận thứ hai sau ba năm. Trước đó, đội thắng 14 trận chung kết vào các năm 1956, 1957, 1958, 1959, 1960, 1966, 1998, 2000, 2002, 2014, 2016, 2017, 2018, 2022 và thua 3 trận vào những năm 1962, 1964 và 1981. Huấn luyện viên của họ, Carlo Ancelotti, đã lọt vào trận chung kết UEFA Champions League lần thứ sáu với kỷ lục với tư cách là huấn luyện viên, vô địch vào năm 2003 và 2007 và thua vào năm 2005 khi dẫn dắt Milan và đồng thời giành chiến thắng trong trận chung kết năm 2014 và 2022 với Real Madrid.
Đây là trận chung kết Champions League đầu tiên giữa hai câu lạc bộ và cũng là lần đầu tiên cả hai gặp nhau ở các giải đấu châu Âu kể từ các trận đấu vòng bảng Champions League 2017–18 khi Real Madrid thắng 3–1 trên sân khách và 3–2 trên sân nhà. Trong 14 lần chạm trán trước đây, Dortmund thắng 3 trận, Real thắng 6 trận và 5 trận kết thúc với tỷ số hòa.
Cho đến vòng bán kết, Borussia Dortmund có hàng thủ tốt nhất Champions League 2023–24 với 6 trận giữ sạch lưới và 8 bàn thua. Ngược lại, các thủ môn của Real Madrid có nhiều cơ hội ghi bàn bị cản phá nhất trong cùng một mùa giải.

## Địa điểm

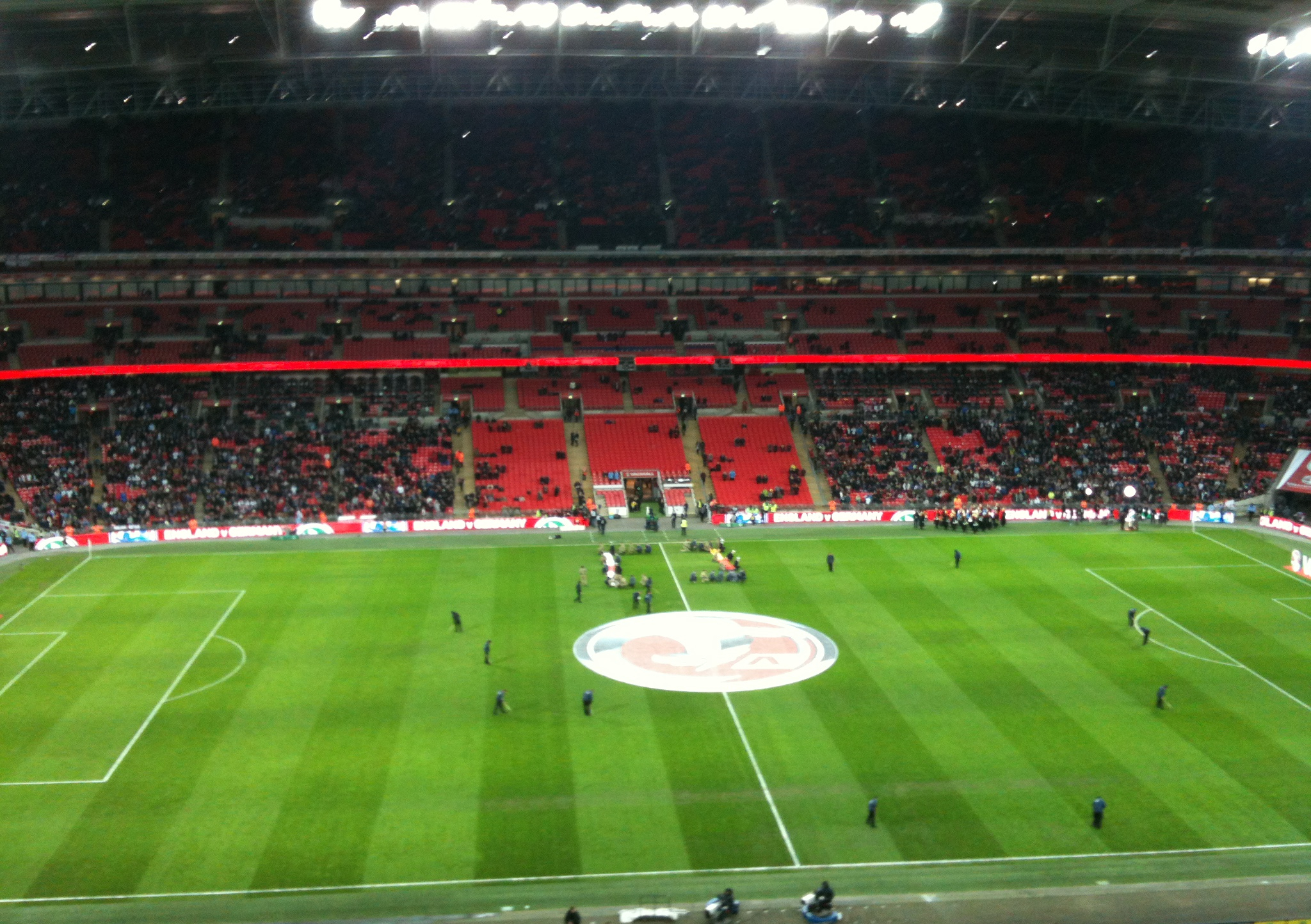
Sân vận động Wembley

Đây là trận chung kết UEFA Champions League thứ ba diễn ra trên Sân vận động Wembley. Trước đó, sân vận động đã tổ chức các trận chung kết năm 2011 và 2013. Nhìn chung, đây là trận chung kết thứ tám được tổ chức tại Luân Đôn, với năm trận còn lại diễn ra tại Sân vận động Wembley cũ vào các năm 1963, 1968, 1971, 1978 và 1992. Trận đấu này là trận chung kết Cúp C1 châu Âu/UEFA Champions League thứ chín được tổ chức tại Anh, với trận chung kết năm 2003 được tổ chức tại Manchester, san bằng kỷ lục 9 trận chung kết cúp châu Âu được tổ chức tại Ý, Đức và Tây Ban Nha. Đây cũng là lần thứ mười ba một trận chung kết thuộc các giải đấu cấp câu lạc bộ UEFA được tổ chức tại Vương quốc Anh, với các trận chung kết năm 1960, 1976 và 2002 được tổ chức tại Scotland và trận chung kết năm 2017 được tổ chức tại xứ Wales. Sân vận động Wembley cũng từng là một địa điểm tổ chức UEFA Euro 2020 và đã từng tổ chức các trận bán kết và chung kết.

### Lựa chọn địa điểm tổ chức
UEFA đã khởi động một quy trình đấu thầu rộng rãi vào ngày 22 tháng 2 năm 2019 để chọn các địa điểm tổ chức vòng chung kết UEFA Champions League 2022 và 2023. Các hiệp hội có thời hạn đến ngày 22 tháng 3 năm 2019 để bày tỏ sự quan tâm và các hồ sơ dự thầu phải được gửi trước ngày 1 tháng 7 năm 2019.
Liên đoàn bóng đá Anh được cho là đã đấu thầu với Sân vận động Wembley ở London để tổ chức trận chung kết năm 2023, nhằm đánh dấu kỷ niệm một trăm năm khai trương sân vận động ban đầu vào năm 1923. Sân vận động Wembley đã được Ủy ban điều hành UEFA lựa chọn trong cuộc họp của họ tại Ljubljana, Slovenia vào ngày 24 tháng 9 năm 2019, nơi đăng cai tổ chức các trận chung kết UEFA Champions League năm 2021 và 2022 cũng đã được chỉ định.
Vào ngày 17 tháng 6 năm 2020, Ủy ban điều hành UEFA thông báo rằng do trận chung kết năm 2020 bị hoãn và dời lại nên Luân Đôn tổ chức trận chung kết năm 2024.

## Đường đến trận chung kết
Ghi chú: Trong tất cả các kết quả dưới đây, tỉ số của đội lọt vào chung kết được đưa ra trước tiên (N: sân nhà; K: sân khách).
| VT | Đội                 | ST | Đ  |
| -- | ------------------- | -- | -- |
| 1  | Borussia Dortmund   | 6  | 11 |
| 2  | Paris Saint-Germain | 6  | 8  |
| 3  | Milan               | 6  | 8  |
| 4  | Newcastle United    | 6  | 5  |

| VT | Đội          | ST | Đ  |
| -- | ------------ | -- | -- |
| 1  | Real Madrid  | 6  | 18 |
| 2  | Napoli       | 6  | 10 |
| 3  | Braga        | 6  | 4  |
| 4  | Union Berlin | 6  | 2  |

## Trận đấu

### Tường thuật
Trận đấu bắt đầu lúc 21:00 địa phương (UTC+0) với 86.212 cổ động viên. Ở phút thứ 21, Mats Hummels chuyền cho Karim Adeyemi, người đi vòng qua Thibaut Courtois nhưng bị Dani Carvajal cản phá. Hai phút sau, Adeyemi thả bóng cho Niclas Füllkrug nhưng Füllkrug đã sút vọt xà. Dortmund phản công sau đường chuyền của Julian Brandt cho Adeyemi nhưng Courtois đã cản phá được những cú sút tiếp theo của Füllkrug về hướng khung thành. Hiệp một có 4 phút bù giờ do có 3 cổ động viên quá khích chạy vào sân và làm gián đoạn trận đấu.
Sau khoảng thời gian nghỉ giữa hai hiệp, cả hai đội không thay người. Madrid tạo ra nhiều cơ hội và sức ép nhưng hàng thủ Dortmund vẫn chơi vững vàng. Dortmund cũng có cơ hội nhưng Courtois của Madrid đã ngăn cản được. Dortmund thay người đầu tiên khi tung Marco Reus vào sân thay Adeyemi. Madrid dẫn trước ở phút thứ 74 nhờ cú đánh đầu của Carvajal. Dù có thêm cơ hội cho cả hai đội và có những sự thay người, tỷ số vẫn không thay đổi cho đến khi Vinícius nhân đôi cách biệt cho Madrid ở phút thứ 83. Sau đó, Dortmund ghi một bàn thắng để rút xuống tỷ số còn 1–2 nhưng bàn thắng này đã không được công nhận vì việt vị.
Trận đấu kết thúc với chiến thắng 2–0 chung cuộc cho Madrid. Real Madrid đã giành chiến thắng với tỷ số 2–0 để giành danh hiệu thứ 15 kéo dài kỷ lục và là danh hiệu thứ sáu sau 11 năm.

### Chi tiết
| Borussia Dortmund | 0–2      | Real Madrid                   |
| ----------------- | -------- | ----------------------------- |
|                   | Chi tiết | - Carvajal 74' - Vinícius 83' |

| Borussia Dortmund | Real Madrid |

| TM               | 1  | Gregor Kobel        |     |     |
| HV               | 26 | Julian Ryerson      |     |     |
| HV               | 15 | Mats Hummels        | 79' |     |
| HV               | 4  | Nico Schlotterbeck  | 40' |     |
| HV               | 22 | Ian Maatsen         |     |     |
| TV               | 23 | Emre Can (c)        |     | 80' |
| TV               | 20 | Marcel Sabitzer     | 43' |     |
| TV               | 10 | Jadon Sancho        |     | 87' |
| TV               | 19 | Julian Brandt       |     | 80' |
| TV               | 27 | Karim Adeyemi       |     | 72' |
| TĐ               | 14 | Niclas Füllkrug     |     |     |
| Thay người:      |    |                     |     |     |
| TM               | 33 | Alexander Meyer     |     |     |
| TM               | 35 | Marcel Lotka        |     |     |
| HV               | 25 | Niklas Süle         |     |     |
| TV               | 6  | Salih Özcan         |     |     |
| TV               | 8  | Felix Nmecha        |     |     |
| TV               | 11 | Marco Reus          |     | 72' |
| TV               | 17 | Marius Wolf         |     |     |
| TV               | 38 | Kjell Wätjen        |     |     |
| TV               | 43 | Jamie Bynoe-Gittens |     | 87' |
| TĐ               | 9  | Sébastien Haller    |     | 80' |
| TĐ               | 18 | Youssoufa Moukoko   |     |     |
| TĐ               | 21 | Donyell Malen       |     | 80' |
| Huấn luyện viên: |    |                     |     |     |
| Edin Terzić      |    |                     |     |     |

| TM               | 1  | Thibaut Courtois    |     |       |
| HV               | 2  | Dani Carvajal       |     |       |
| HV               | 22 | Antonio Rüdiger     |     |       |
| HV               | 6  | Nacho (c)           |     |       |
| HV               | 23 | Ferland Mendy       |     |       |
| TV               | 12 | Eduardo Camavinga   |     |       |
| TV               | 15 | Federico Valverde   |     |       |
| TV               | 8  | Toni Kroos          |     | 85'   |
| TV               | 5  | Jude Bellingham     |     | 85'   |
| TĐ               | 11 | Rodrygo             |     | 90'   |
| TĐ               | 7  | Vinícius Júnior     | 35' | 90+4' |
| Thay người:      |    |                     |     |       |
| TM               | 13 | Andriy Lunin        |     |       |
| TM               | 25 | Kepa Arrizabalaga   |     |       |
| HV               | 3  | Éder Militão        |     | 90'   |
| HV               | 4  | David Alaba         |     |       |
| HV               | 17 | Lucas Vázquez       |     | 90+4' |
| HV               | 20 | Fran García         |     |       |
| TV               | 10 | Luka Modrić         |     | 85'   |
| TV               | 18 | Aurélien Tchouaméni |     |       |
| TV               | 19 | Dani Ceballos       |     |       |
| TV               | 21 | Brahim Díaz         |     |       |
| TV               | 24 | Arda Güler          |     |       |
| TĐ               | 14 | Joselu              |     | 85'   |
| Huấn luyện viên: |    |                     |     |       |
| Carlo Ancelotti  |    |                     |     |       |

| Cầu thủ xuất sắc nhất trận đấu: Dani Carvajal (Real Madrid) Trợ lý trọng tài: Tomaž Klančnik (Slovenia) Andraž Kovačič (Slovenia) Trọng tài thứ tư: François Letexier (Pháp) Trợ lý trọng tài dự phòng: Cyril Mugnier (Pháp) Trợ lý trọng tài video: Nejc Kajtazović (Slovenia) Trợ lý tổ trợ lý trọng tài video: Rade Obrenović (Slovenia) Hỗ trợ tổ trợ lý trọng tài video: Massimiliano Irrati (Ý) | Luật trận đấu - 90 phút - 30 phút của hiệp phụ nếu cần thiết - Loạt sút luân lưu nếu vẫn có tỷ số hòa - Có tối đa 12 cầu thủ dự bị - Được phép thay tối đa 5 cầu thủ dự bị, và được phép thay thêm 1 cầu thủ dự bị nữa trong hiệp phụ |

### Thống kê
| Chỉ số thống kê       | Borussia Dortmund | Real Madrid |
| --------------------- | ----------------- | ----------- |
| Số bàn thắng được ghi | 0                 | 0           |
| Tổng số cú sút        | 8                 | 2           |
| Số cú sút trúng đích  | 2                 | 0           |
| Số lần cản phá        | 0                 | 2           |
| Kiểm soát bóng        | 40%               | 60%         |
| Phạt góc              | 5                 | 1           |
| Số pha phạm lỗi       | 7                 | 3           |
| Lỗi việt vị           | 0                 | 0           |
| Thẻ vàng              | 2                 | 1           |
| Thẻ đỏ                | 0                 | 0           |

| Chỉ số thống kê       | Borussia Dortmund | Real Madrid |
| --------------------- | ----------------- | ----------- |
| Số bàn thắng được ghi | 0                 | 2           |
| Tổng số cú sút        | 4                 | 11          |
| Số cú sút trúng đích  | 1                 | 6           |
| Số lần cản phá        | 4                 | 1           |
| Kiểm soát bóng        | 55%               | 45%         |
| Phạt góc              | 4                 | 7           |
| Số pha phạm lỗi       | 4                 | 5           |
| Lỗi việt vị           | 1                 | 0           |
| Thẻ vàng              | 1                 | 0           |
| Thẻ đỏ                | 0                 | 0           |

| Chỉ số thống kê       | Borussia Dortmund | Real Madrid |
| --------------------- | ----------------- | ----------- |
| Số bàn thắng được ghi | 0                 | 2           |
| Tổng số cú sút        | 12                | 13          |
| Số cú sút trúng đích  | 3                 | 6           |
| Số lần cản phá        | 4                 | 3           |
| Kiểm soát bóng        | 47%               | 53%         |
| Phạt góc              | 9                 | 8           |
| Số pha phạm lỗi       | 11                | 8           |
| Lỗi việt vị           | 1                 | 0           |
| Thẻ vàng              | 3                 | 1           |
| Thẻ đỏ                | 0                 | 0           |